# Beneath a Steel Sky
Beneath a Steel Sky (auf Deutsch etwa „Unter einem stählernen Himmel“) ist ein Adventure-Computerspiel, das 1993 vom britischen Unternehmen Revolution Software entwickelt und veröffentlicht wurde. Das Spiel zählt vor allem durch die genre-typischen Zeichnungen von Dave Gibbons zum Cyberpunk. Seit Oktober 2009 bietet Revolution Software eine überarbeitete „Remastered Edition“ des Spiels an.

## Handlung
Die Vorgeschichte, welche durch gezeichnete Einzelbilder erzählt wird, versetzt den Spieler in eine lebensfeindliche, dystopische Zukunft Australiens. Das Land wird dominiert von sechs Stadtstaaten, die von Firmen gelenkt werden. Das lebensfeindliche Ödland zwischen den Stadtstaaten wird „The Gap“ genannt. Der Protagonist Robert Foster, als kleiner Junge der einzige Überlebende eines Helikopter-Absturzes, wird von einer Gruppe australischer Ureinwohner aufgenommen. Diese lehren ihn das Überleben im „Gap“, aber auch den professionellen Umgang mit Technik. Mit Hilfe seiner so erworbenen Kenntnisse konstruiert er sich „Joey“, seinen sprechenden Roboter-Freund. Noch vor dem Start des eigentlichen Spielgeschehens wird Fosters neue Heimat jedoch durch ein Militärkommando angegriffen und dem Erdboden gleichgemacht; Foster selbst wird in die Stadt Union City verschleppt, die vom Union-Konzern beherrscht wird und unter einer gigantischen, die verseuchte Luft des Gap fernhaltenden Schutzkuppel liegt.
Einer Fehlfunktion des Helikopters und dem unmittelbar folgenden Crash, den Foster erneut als Einziger überlebt, verdankt er die nötige Handlungsfreiheit, um sich im Verlauf des Spiels von der obersten Ebene der von riesigen Industriekomplexen durchzogenen Stadt nach unten und in die Freiheit durchzuarbeiten. Auf seinem Weg gelingt es ihm auch, das Geheimnis von „LINC“, der in Union City alles kontrollierenden künstlichen Intelligenz, und seine eigene Herkunft zu ergründen.

## Spielprinzip und Technik
Beneath a Steel Sky ist ein 2D-Adventure. Charaktere, die als Sprites erstellt wurden, bewegen sich vor handgezeichneten, teilanimierten 2D-Kulissen. Mit der Maus kann der Spieler seine Spielfigur durch die Örtlichkeiten bewegen und mit den Maustasten Aktionen einleiten, die den Spielcharakter mit seiner Umwelt interagieren lassen. Foster kann so Gegenstände finden, sie auf die Umgebung oder andere Gegenstände anwenden und mit NPCs kommunizieren. Mit fortschreitendem Handlungsverlauf werden weitere Orte freigeschaltet.

## Produktionsnotizen
Das Skript zu Beneath a Steel Sky wurde von den Revolution-Gründern Charles Cecil und Tony Warriner, Produzent Daniel Marchant und Grafiker Dave Gibbons geschrieben. Cecil hatte in den 1980er-Jahren den damals populären Science-Fiction-Roman Neuromancer von William Gibson gelesen und fand diesen inhaltlich und sprachlich stark verbesserungswürdig. Beneath a Steel Sky entstand laut Cecil als „Antithese“ zu Neuromancer. Das Ambiente des Spiels ist geprägt durch Cecils Ingenieurwissenschaftsstudium, das er in Teilen in Bordeaux als Werksstudent beim Autohersteller Ford verbrachte. Der dortige Maschinenpark diente als Vorbild für das industriell geprägte Union City. Als Inspiration für den Charakter der Danielle Piermont diente die Operndiva Bianca Castafiore aus der Comicserie Tim und Struppi des Belgiers Hergé. Neben Cecils ist Dave Gibbons ein wesentlicher Impuls für das Spiel. Cecil hatte Gibbons während seiner Zeit bei Activision kennengelernt. Nach Beginn der Entwurfsphase lud er Gibbons ein, am geplanten Spiel mitzuwirken, und Gibbons steuerte neben den Grafiken auch zahlreiche Ideen zur Story bei.
Als Spiel-Engine kam das für Lure of the Temptress entwickelte Virtual Theatre zum Einsatz. Für Steve Ince war es das erste Spiel, an dem er arbeitete, damals noch als Hintergrund- und Animationsgrafiker. Die Grafiken wurden auf einem Commodore Amiga von Hand mit dem Programm Deluxe Paint erstellt.
Veröffentlicht wurde das Spiel 1994 von Virgin Interactive zunächst für den Amiga, kurz darauf folgte dann eine Portierung für IBM-PC-kompatible Computer mit dem Betriebssystem MS-DOS. Der Verpackung lag ein von Dave Gibbons mitgestaltetes Comicheft bei, dessen Story an die des Spiels angelehnt war. Kenntnisse des Comics sind im Spiel vonnöten, so dass das Comicheft einen Kopierschutz darstellt. Das Handbuch des Spiels enthält fiktive Dokumente der Regierung von Union City, die Anweisungen für den Militäreinsatz gegen Robert Foster enthalten und Gründe für diesen andeuten.
Nachdem die ursprüngliche Fassung schon einige Jahre nicht mehr vertrieben wurde, bat das Entwicklerteam von ScummVM Revolution Software um den Quelltext des Spiels, der im Juli 2003 auch übergeben wurde. Ferner gab Revolution die MS-DOS-Version von Beneath a Steel Sky als Freeware unter einer individuellen Lizenz frei.
Im Oktober 2009 veröffentlichte Revolution Software eine überarbeitete Fassung des Spiels als kostenpflichtige App für iPhone und iPod Touch, die hauptsächlich für die Steuerung über den Touchscreen der Geräte angepasst wurde. Ferner wurden Vor- und Abspann durch neue Fassungen ersetzt, die wieder in Zusammenarbeit mit Dave Gibbons entworfen wurden. Die Audiowiedergabe wurde modernisiert und einige abstraktere Rätsel im Spiel sind vereinfacht worden. In einem Interview mit dem Computer- und Videospiel-Portal videogamer.com erklärte Charles Cecil, einer der Mitbegründer von Revolution, dass die Neuauflage des Spiels womöglich auch für den PC erscheinen wird und sich durch Spenden finanzieren könnte. Gegen Ende 2011 erschien eine Portierung für macOS, die mittlerweile kostenlos erhältlich ist.
In Baphomets Fluch 2 baute Revolution eine versteckte Referenz (Easter Egg) in das Spiel ein. In einer Szene ist es der Protagonistin Nico Collard möglich, Robert Foster zu begegnen, kurz bevor dieser von einem Monster ergriffen wird, das sich in einem Tunnelspalt verborgen hält. Es handelt sich um eine Anspielung auf eine mögliche Sterbesequenz in Beneath a Steel Sky.

### Nachfolger
Während der Kampagne zur Finanzierung von Baphomets Fluch: Der Sündenfall über die Crowdfunding-Plattform Kickstarter versprach Revolution Software im September 2012, auch einen Nachfolger für Beneath a Steel Sky zu entwickeln, sollten mehr als eine Million US-Dollar zusammenkommen. Das entsprechende Finanzierungsziel wurde zwar nicht erreicht, aber dennoch kündigte das Unternehmen an, man werde nach Abschluss der Arbeiten an Baphomets Fluch mit Beneath a Steel Sky 2 beginnen.
Im März 2019 kündigte Revolution Software den Nachfolger Beyond a Steel Sky offiziell an. An diesem Spiel arbeiteten wieder, wie schon beim ersten Teil, Charles Cecil und Dave Gibbons mit. Das Spiel wurde im Gegensatz zu seinem Vorgänger in einer 3D-Umgebung umgesetzt. Die inhaltliche Thematik des Spiels sind typische Dystopiethemen wie die soziale Kontrolle und die Privatsphäre. Das Spiel erschien im Juli 2020.

## Rezeption
Aus drei aggregierten Wertungen erzielt Beneath a Steel Sky auf der Rezensionsdatenbank GameRankings eine Wertung von 77 %. Die iOS-Version von 2009 erzielt auf Metacritic bei fünf aggregierten Wertungen einen Score von 82.
Das deutsche Spielemagazin ASM lobte die Steuerung des Spiels, die sich insbesondere von der der Produkte des unmittelbaren Konkurrenten Sierra On-Line abhebe. Auch die Grafik des Spiels wurde gelobt. In Summe sei Beneath a Steel Sky ein Spiel, das sich „wohltuend von anderen Vertretern des Genres“ abhebe. Das deutsche Fachmagazin Adventure-Treff wertete im Jahr 2000, dass Beneath a Steel Sky in Bezug auf die Story mit Genreklassikern wie Indiana Jones and the Fate of Atlantis mithalten könne. Auch Atmosphäre, Charakterzeichnung und Rätsel seien „absolute Spitzenklasse“. Das Magazin kritisierte, dass sich das Spiel auf das Hauptquartier des Sicherheitsdienstes und die U-Bahn-Schächte darunter beschränke, so dass man wenig vom Universum mitbekomme, in dem Beneath a Steel Sky spielt. Ebenfalls negativ angemerkt wurde die Möglichkeit, im Spiel ohne Vorwarnung zu sterben.
In einer retrospektiven Rezension des Fachmagazin AdventureGamers wurde die Kombination aus einer düsteren Story und dem für Revolution Software typischen Humor gelobt, die dem Spiel eine kultartige Anhängerschaft verschafft habe. Das Magazin hob weiterhin das „unaufdringliche“ Interface und die dank der Virtual-Theatre-Engine lebendig wirkende Spielwelt positiv hervor. Kritisiert wurden der „unpassende“ Soundtrack sowie ein wiederholt auftretendes Minispiel.

### Auszeichnungen
Im US-amerikanischen PC-Gamer-Magazin gewann Beneath a Steel Sky den Preis für den „Best Dialogue“, bei den Golden Joystick Awards 1995 den „Best-Adventure“-Preis. Auch war es ein kommerzieller Erfolg, beispielsweise erreichte laut Gallup es die Spitzenposition der britischen Verkaufscharts.